# Ichneumon notatus
Ichneumon notatus är en stekelart som beskrevs av Gmelin 1790. Ichneumon notatus ingår i släktet Ichneumon och familjen brokparasitsteklar. Inga underarter finns listade i Catalogue of Life.